# Sólja Eiðisgarð
Sólja T. Eiðisgarð (* 30. August 1993) (auch: Sólja T. Eidisgard) ist eine färöische Fußballspielerin.

## Verein
Eiðisgarð debütierte am ersten Spieltag 2009 im Alter von 15 Jahren für EB/Streymur in der 1. deild kvinnur und unterlag auswärts mit 0:5 gegen KÍ Klaksvík. Für ihren Verein bestritt sie die ersten zwölf Saisonspiele. Im Jahr darauf gehörte sie wieder zu den Stammspielern und erzielte am siebten Spieltag im Heimspiel gegen Skála ÍF mit dem Führungstreffer zum 1:0 ihr erstes Tor, das Spiel endete 1:1. Zur Saison 2011 wechselte sie zum Verein Víkingur Gøta. Nach nur einer Saison kehrte sie wieder zu EB/Streymur zurück, welcher 2013 zum EB/Streymur/Skála fusionierte und für den sie nur im ersten Jahr Spiele bestritt.

## Nationalmannschaft
Eiðisgarð spielte nur ein einziges Mal für die färöische Nationalmannschaft. Am 28. November 2012 wurde sie beim 6:0-Auswärtssieg im Freundschaftsspiel gegen Luxemburg in Niederkorn in der 75. Minute beim Stand von 5:0 für Heidi Sevdal eingewechselt.